# Edward Jeffreys (Politiker, 1669)
Edward Jeffreys (* 1669 als Edward Winnington; † 20. Juli 1725) war ein britischer Politiker.

## Leben
Edward Winnington war der dritte Sohn von Sir Francis Winnington und dessen zweiter Frau Elizabeth (geborene Salwey). Er hatte drei Brüder und zwei Schwestern.
Er schlug wie sein Vater eine juristische Karriere ein und wurde 1694 in den Middle Temple aufgenommen. Im September 1709 heiratete er Jane Bloome, Nichte und Erbin von Henry Jeffreys († Juli 1709). Aus der Ehe gingen drei Söhne hervor. Aufgrund einer Klausel in dem Testament von Henry Jeffreys, übernahm Edward Winnington dessen Familiennamen und nannte sich fortan Edward Jeffreys.
Von 1708 bis zu seinem Tod gehörte er dem House of Commons an und vertrat dort den Wahlkreis Droitwich. Als Abgeordneter wird er den Tories zugerechnet. 1710 wurde er Kronanwalt. Von 1711 bis 1712 war er Puisne Justice von Carmarthenshire, Cardiganshire und Pembrokeshire. Von 1714 bis zu seinem Tod war er 2nd Justice von Chester. 1720 wurde er Bencher des Middle Temple.
1725 zog er sich eine Fußverletzung zu in folge derer sein Bein amputiert werden musste. Wenige Tage nach der Operation starb er. Da seine Söhne zu diesem Zeitpunkt bereits alle nicht mehr lebten, ging sein Erbe auf seinen älteren Bruder Salwey Winnington über. Sein vakanter Sitz im Unterhaus wurde 1726 von seinem Neffen Thomas Winnington, dem zweitältesten Sohn von Salwey, übernommen. Dieser vertrat den Wahlkreis Droitwich bis 1741.